# کارولین پورکو
کارولین پورکو (انگلیسی: Carolyn Porco؛ زادهٔ ۶ مارس ۱۹۵۳) یک دانشمند اهل ایالات متحده آمریکا است.